# Isdes (Loiret)
Isdes – miejscowość i gmina we Francji, w Regionie Centralnym, w departamencie Loiret.
Według danych na rok 1990 gminę zamieszkiwały 433 osoby, a gęstość zaludnienia wynosiła 10 osób/km² (wśród 1842 gmin Regionu Centralnego Isdes plasuje się na 734. miejscu pod względem liczby ludności, natomiast pod względem powierzchni na miejscu 137.).